# Sujet für eine Kurzgeschichte
Sujet für eine Kurzgeschichte (Originaltitel: Сюжет для небольшого рассказа, Sjuschet dlja nebolschogo rasskasa) ist ein sowjetisch-französischer Farbfilm von Sergei Jutkewitsch aus dem Jahr 1969. Der auf 70 Millimeter gedrehte Film wurde am 6. Oktober 1969 in der Sowjetunion uraufgeführt.

## Inhalt
Der Film erzählt von der unerfüllten Liebe des Dichters Anton Tschechow zur jungen Lehrerin Lika vor dem Hintergrund der Uraufführung und des Misserfolges von Tschechows Theaterstück Die Möwe (1895).

## Kritiken
„Formal überzeugender und in der Farbdramaturgie meisterhaft gestalteter Film.“

„[…] Sujet für eine Kurzgeschichte ist von hoher filmischer […] Qualität, in gemalten Dekorationen.“